# Trends in Biotechnology
Trends in Biotechnology, abgekürzt Trends Biotechnol., gehört zu einer Reihe von wissenschaftlichen Zeitschriften, die vom Cell Press-Verlag veröffentlicht wird. Die erste Ausgabe erschien 1983. Derzeit werden zwölf Ausgaben im Jahr veröffentlicht.
Die Zeitschrift veröffentlicht Reviewartikel aus den Bereichen der angewandten Biowissenschaften. Das Spektrum reicht von der molekularen Genetik bis zur biochemischen Ingenieursarbeit.
Der Impact Factor lag im Jahr 2014 bei 11,958. Nach der Statistik des ISI Web of Knowledge wird das Journal mit diesem Impact Factor in der Kategorie Biotechnologie und angewandte Mikrobiologie an vierter Stelle von 162 Zeitschriften geführt.
Chefherausgeberin ist Paige Shaklee, die bei der Zeitschrift angestellt ist.